# Хвощеватка
Хвощеватка — село в Рамонском районе Воронежской области. Входит в состав Новоживотинновского сельского поселения.

## География
Село расположено на правом берегу Дона. Деревня Репное примыкает с севера-запада. На противоположном берегу в 3 километрах на северо-востоке находится село от Новоживотинное, на юго-востоке — деревня Медовка.

## История
Краеведы считают, что Хвощеватка возникла во второй половине XVII века. Основана служилыми людьми. Название селу дало болотное растение хвощ. В прошлом это растение было очень распространено здесь. Росло оно по сырым местам.
В 1690 году была построена деревянная Пятницкая церковь, в 1759 году заново строительство деревянной церкви.
Была центром волости в Воронежской губернии.
Землями этими владели помещики Фаддей Веневитинов, С. Ф. Петров и другие. В 1746 году в селе было 58 дворов, через столетие их стало 124. В конце XIX века (1900 г.) — 233 двора, 1550 жителей. В то время в Хвощеватке было два общественных здания, земская школа, кирпичный завод, три лавки. В 1878 году в Хвощеватке построена каменная церковь. В 1929 году селе организован колхоз.

## Население
| 2010 |
| ---- |
| 216  |

В 1859 году в казённом селе Хвощеватка (также Фощеватка, Фощеватое) 3-го стана Землянского уезда Воронежской губернии по реке Дон проживало 570 мужчин и 660 женщин в 124 дворах. В селе упоминается православная церковь.

### Известные люди
В селе родился Герой Советского Союза Иван Антонович Савельев.

## Достопримечательности
В селе Хвощеватка находятся церковь Параскевы Пятницы (1903 год) и святой источник «Семь Ключей».
С 2004 года возрождается храм, а под ним, на крутом берегу Дона, благоустроен Семиструйный источник с купелью, который уже стал объектом паломничества многих воронежцев. В 2010 году создан музей крестьянского быта «Гостеприимный дом бабушки Марии», созданный в подлинной усадьбе Парфеновых — родственников Чертковых (ул. Свободы, 9). Кирпичная хата, ровесница храма, построена крестьянином — середняком Константином Ивановичем Парфеновым — братом церковного старосты. В музее есть и уголок Чертковых, где посетителям рассказывают об истории дворянского рода и его усадьбы и показывают старинные семейные снимки, подареные Мишелем Парфеновым.

## Фотогалерея

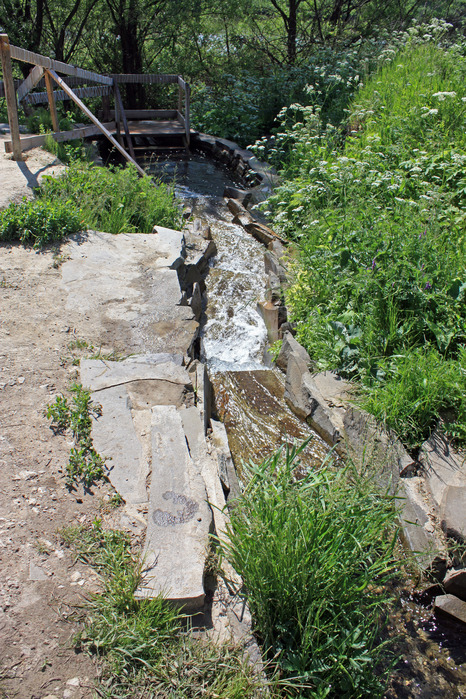
Святой источник «Семь Ключей».
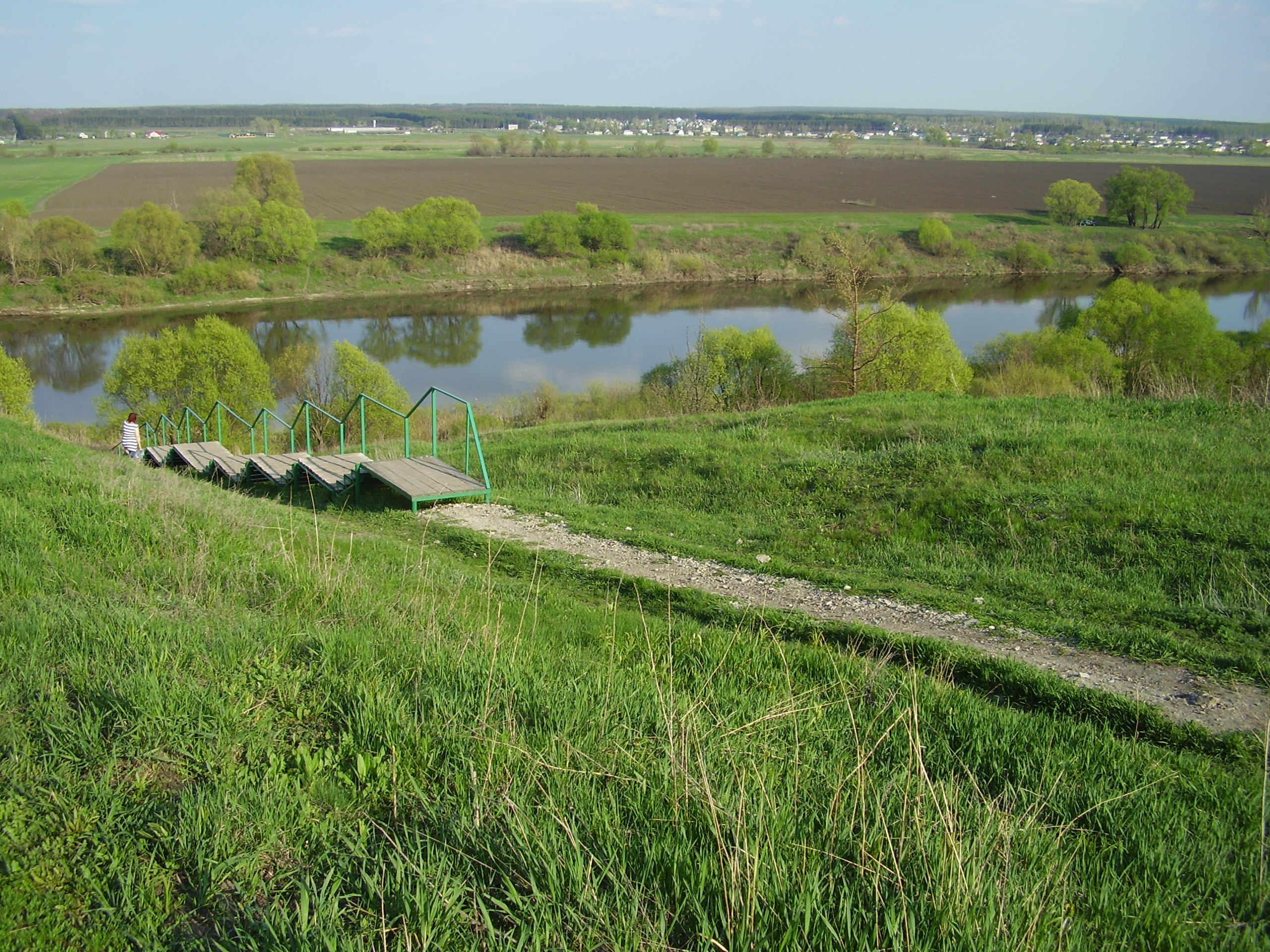
Спуск к святому источнику и реке Дон
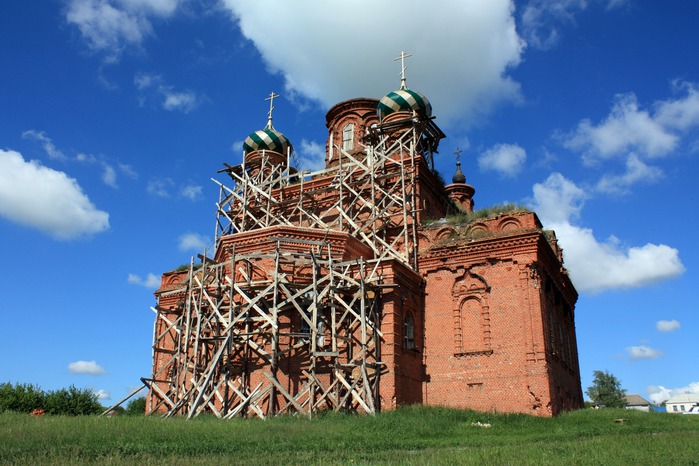
Церковь Параскевы Пятницы (2010)
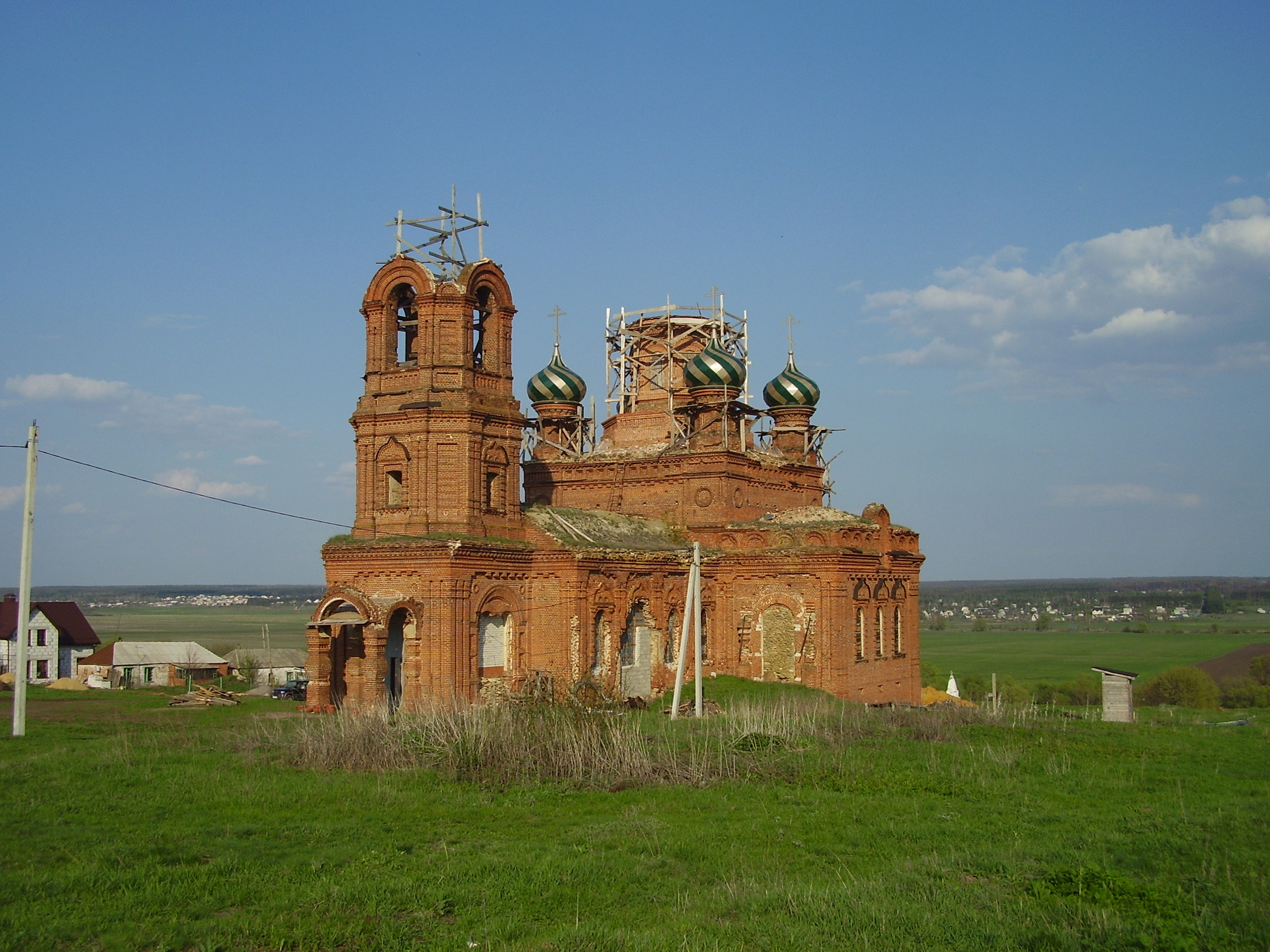
Церковь Параскевы Пятницы (2011)
Церковь Параскевы Пятницы (2013)